# 鄧卓殷
鄧卓殷（英語：Amber Tang Cheuk Yan，1995年4月30日—），香港女主持及演員，《2018年度香港小姐競選》亞軍暨最上鏡小姐。

## 簡歷

### 早年生活
鄧卓殷畢業於協恩中學附屬小學（2007年）和協恩中學（2013年），在香港中學文憑試中考獲4科「5**」，繼而修讀香港大學建築學院轄下學士課程。2017年畢業後，她曾任職建築見習生（Architectural trainee），並以「垂直庭院」作主題，參加《2017年度亞洲建設大獎評選》（A&D Trophy Awards），最終於學生界別建築組贏取優異獎。

### 參選香港小姐
鄧卓殷不認同「完成建築系就一定要當建築師，想多方面發展。雖建築行業沒有年齡限制，但香港小姐及娛樂圈需趁年青才得到更好的發展機會」，故在2018年決定參加《香港小姐競選》。她於決賽夜「泳裝問答環節」內替主持人之一 —— 樂隊組合「農夫」，另起外號「播種的機」，又以主持人鄭裕玲是香港女性典範為由，再改「香港一姐」的綽號，引起全場觀眾與評判發笑，最後贏得亞軍及最上鏡小姐兩項殊榮。

### 演藝發展
鄧卓殷於2018年10月中跟無綫電視簽約成為經理人合約藝員，且入讀兩個月的短期無綫電視藝員訓練班。翌年3月，她曾與兄長鄧仲軒一同開設 YouTube 頻道「WE ARE NOT TWINS」，主要上載短片分享生活趣事，但隨後忙於演藝工作而退出。

## 感情生活
2019年5月，香港媒體報道鄧卓殷疑與無綫電視男藝人郭子豪偷情，兩人被指於年初因拍攝無綫電視節目《娛樂大家》而互生情愫，更經常在健身室幽會。有網民曾於4月時目睹男方趁女友身在美國工作期間，跟一名個子嬌小、疑為鄧卓殷的女性到外地遊玩，亦有網民以她衣著與疑為鄧郭二人外遊照比較起來，推證相中女性是鄧卓殷；另外傳媒也拍攝出兩人一同參觀樓盤的相片，顯示雙方舉止親暱。而郭子豪回應事件時，聲稱「情變」不牽涉第三者，即使據其前度女友透過社交平台上指責「有人說謊」。2020年7月，郭子豪公開承認與鄧卓殷交往。2024年2月14日，郭子豪與鄧卓殷分別在社交平臺上發文宣布二人已經訂婚，並於2025年4月19日舉行婚禮。

## 演出作品

### 電視劇
| 年份     | 劇集名                | 角色              |
| 無綫電視 |                       |                   |
| 2020年   | 愛·回家之開心速遞     | 女同學（第989集） |
| 2020年   | 踩過界II              | 陳詩涵            |
| 2021年   | 大步走                | 戴芬妮（Tiffany） |
| 2021年   | 星空下的仁醫          | 李穎泇            |
| 2021年   | 拳王                  | 青年雷堅（Anson） |
| 2022年   | 十八年後的終極告白2.0 | 沈曉彤            |
| 邵氏兄弟 |                       |                   |
| 2023年   | 廉政狙擊              | 阿 雪             |

### 主持節目
| 首播     | 節目名          | 備註                                     |
| 無綫電視 |                 |                                          |
| 2019年   | 動感社區·沙田節 | 主持                                     |
| 2019年   | 全城撐·港運會   | 與丁子朗一同主持                         |
| 2019年   | 我的寵物        | 與崔建邦、李家鼎、姚子羚及陳庭欣一同主持 |
| 2020年   | 我們的未來      | 與陸浩明一同主持                         |

### 綜藝節目
| 首播     | 節目名                 | 備註                                 |
| 無綫電視 |                        |                                      |
| 2019年   | 娛樂大家               | 第1輯第3集嘉賓 第2輯娛樂家族成員之一 |
| 2019年   | 善心滿東華2019         | 固定演出                             |
| 2020年   | 金鼠賀歲迎新春         | 固定演出                             |
| 2020年   | 娛樂大家10點半         | 娛樂家族成員之一                     |
| 2020年   | 娛樂大家               | 娛樂家族成員之一                     |
| 2020年   | 星光熠熠耀保良         | 固定演出                             |
| 2020年   | 衝上雲霄大選           | 固定演出                             |
| 2021年   | big big shop新春感謝祭 | 固定演出                             |
| 2021年   | 萬眾同心公益金         | 固定演出                             |

## 曾獲獎項與提名
| 年份   | 獎項                               | 結果 |
| ------ | ---------------------------------- | ---- |
| 2018年 | 2018年度香港小姐競選 亞軍          | 獲獎 |
| 2018年 | 2018年度香港小姐競選「最上鏡小姐」 | 獲獎 |

## 外部連結
- 鄧卓殷的Facebook專頁
- 鄧卓殷的新浪微博
- 鄧卓殷 Amber Tang的Facebook專頁
- 鄧卓殷的Instagram帳戶
- YouTube上的WE ARE NOT TWINS頻道

| 前任： 何依婷 | 香港小姐競選亞軍 2018年 | 繼任： 王菲 |

| 前任： 雷莊𠒇 | 香港小姐競選最上鏡小姐 2018年 | 繼任： 王菲 |